# Радиовысотомер

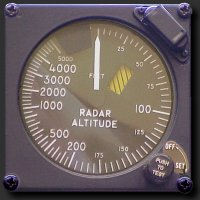
Указатель радиовысотомера в кабине самолёта

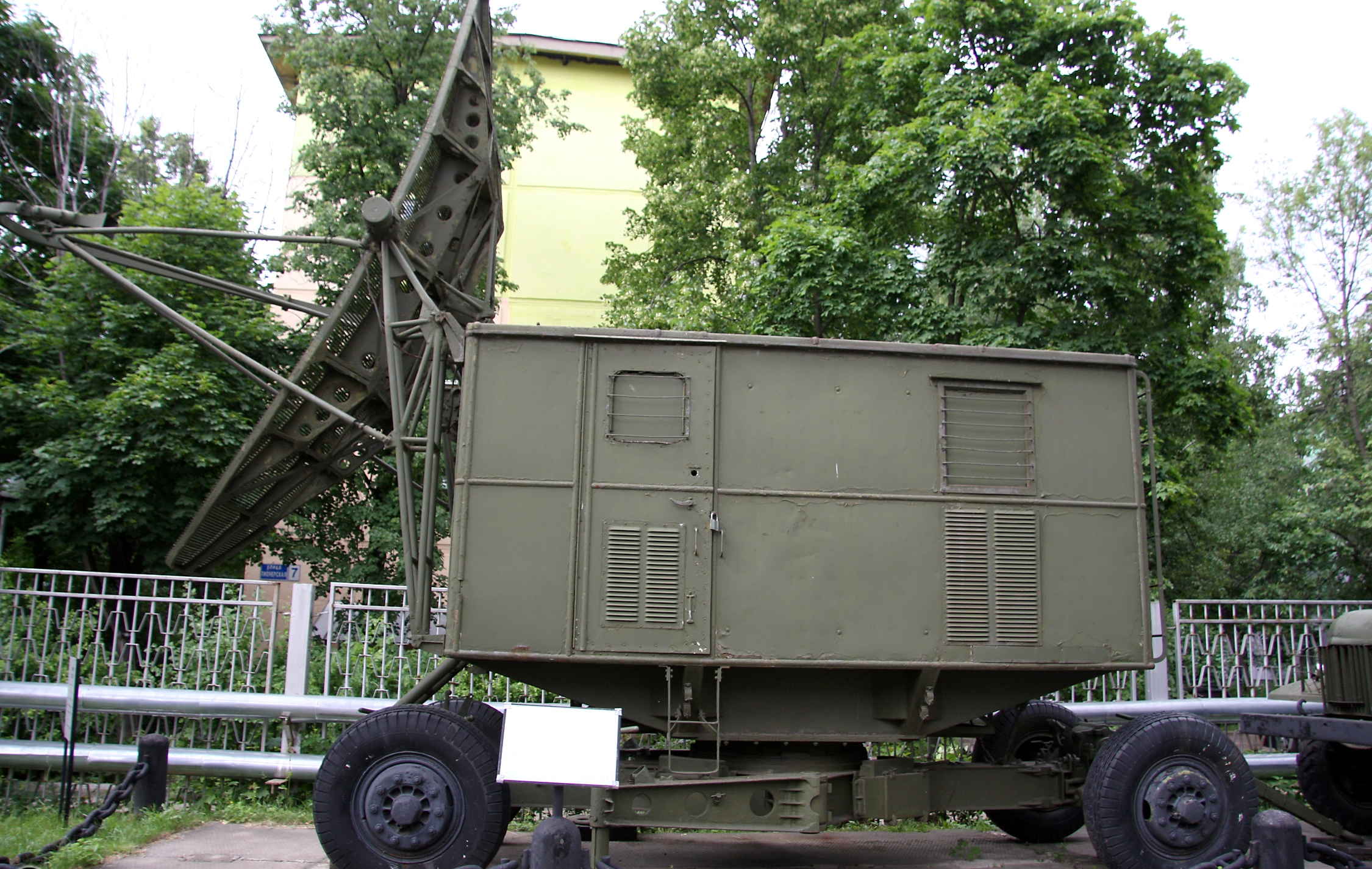
Подвижный радиовысотомер ПРВ-10 в подмосковном музее ПВО

Радиовысотоме́р (радиоальтиметр — устаревшее, производное из иных европейских языков) — бортовое или наземное устройство для определения истинной высоты полёта летательного аппарата (самолёта, вертолёта, спутника и т. д.) над поверхностью Земли радиотехническими методами. Является дополнением и альтернативой барометрическому высотомеру, предназначенному для измерения относительной или абсолютной высоты полёта.
Фактически, радиовысотомер является частным случаем радиодальномера или специализированной РЛС, однако, в связи с удобством классификации по назначению, его выделяют в отдельный класс устройств.

## Классификация
Радиовысотомеры бывают разными по исполнению:
- как самостоятельная станция (подвижная или стационарная);
- как часть радиоэлектронного оборудования летательных аппаратов;
- трёхкоординатная РЛС одновременно играет роль высотомера.

По типу используемого радиоизлучения и методу его обработки бортовые радиовысотомеры делятся на две группы:
- радиовысотомеры с частотной модуляцией (ЧМ) имеют диапазон измерений до нескольких сотен метров (обычно до 1500 м) и используются в основном при заходе самолёта на посадку;
- радиовысотомеры с импульсной модуляцией (ИМ) предназначены для измерения бо́льших высот и применяются преимущественно в военной авиации, в космонавтике, при аэрофотосъёмке и в других специальных целях.

## Принцип действия

### Бортовой
Принцип действия радиовысотомера основан на определении времени прохождения радиосигнала от передающей антенны до отражающей поверхности и обратно, к приёмной антенне (основной принцип радиолокации). Высота и время задержки сигнала связаны формулой:
где h — высота; t — время задержки; c — скорость распространения радиоволн (равна скорости света).
Метод определения задержки сигнала зависит от его типа:
- при использовании импульсных сигналов, обычными методами импульсной техники (с помощью аналоговых цепей либо цифровых счетчиков) измеряется интервал времени между импульсами передатчика и приёмника;
- при частотной модуляции радиосигнала пилообразными или треугольными импульсами, результирующий сигнал представляет собой высокочастотные колебания, с мгновенной частотой, кусочно-линейно изменяемой по времени, то есть задержанный сигнал по мгновенной частоте немного отличается от исходного. При смешивании излучаемого и принимаемого сигналов образуется биения с частотой, равной разности мгновенных частот, так как закон изменения мгновенной частоты по времени линеен, разностная частота пропорциональна задержке. Частота биений измеряется частотомером (аналоговым в старых моделях или цифровым — в новых), после чего измерительная информация выводится на показывающее устройство в виде значения расстояния до земли.

### Наземный

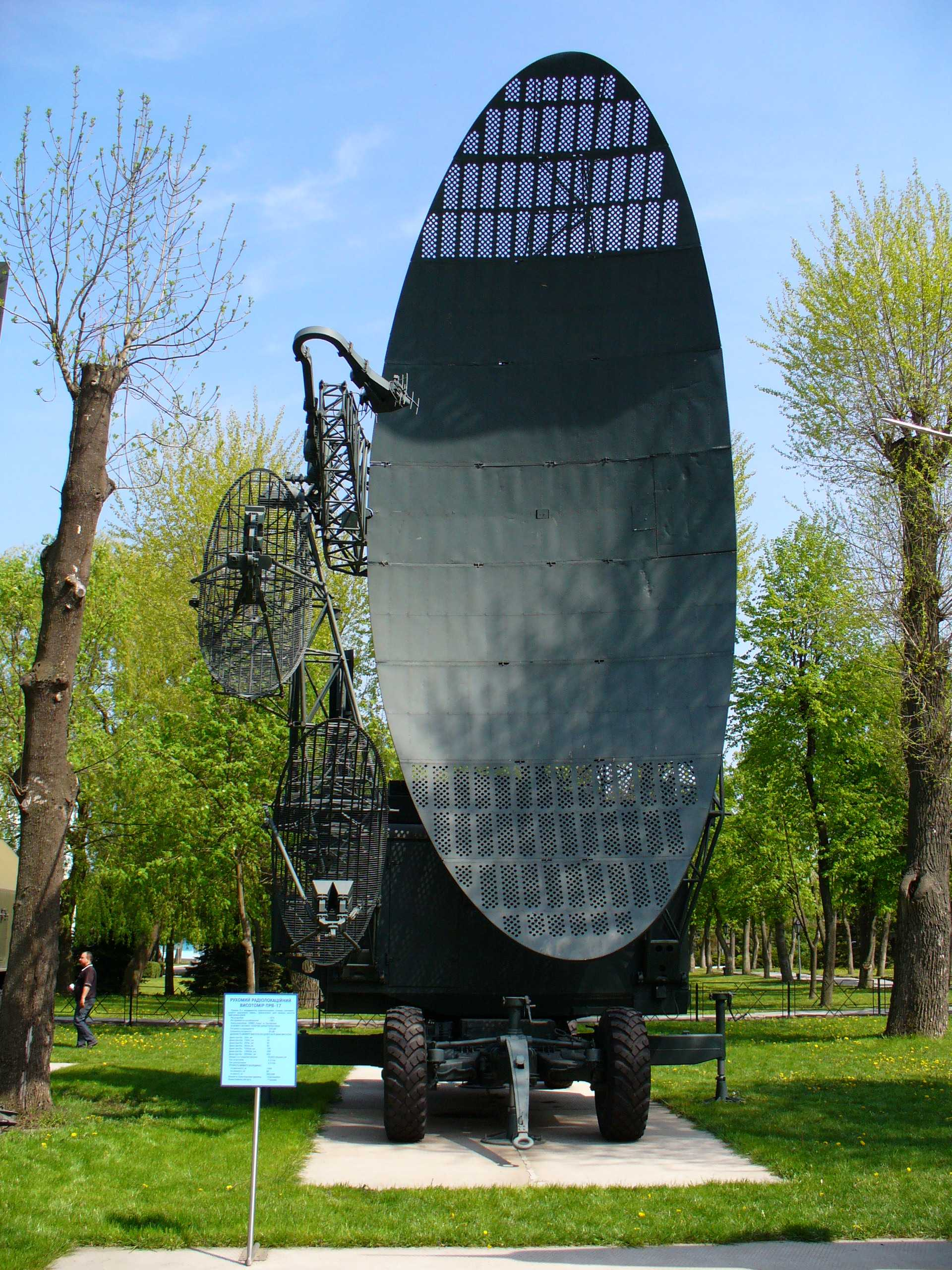
Радиовысотомер ПРВ-17

РЛС определяет расстояние до самолёта, скорость и направление его движения. Устройство управления высотомером вычисляет угловую скорость самолёта относительно станции и начинает вращать антенну высотомера с соответствующей скоростью. Одновременно антенна ходит вверх-вниз, сканируя пространство узконаправленным лучом. Таким образом вычисляется угол места самолёта. Простейшими преобразованиями можно определить высоту над землёй.
Трёхкоординатные РЛС с той же целью используют большое количество лучей, излучаемых несколькими передающими антеннами. Такой метод нахождения высоты менее точный, но после первичной обработки вместе с координатами самолёта выдаётся и его высота.

## История
Первый в мире радиовысотомер был разработан фирмой Bell Laboratories (США) и продемонстрирован в Нью-Йорке 9 октября 1938 года.
В СССР первые серийно выпускаемые радиовысотомеры (РВ-2, РВ-10 и РВ-17) были разработаны в 1947—1954 годах. С 1962 по 1965 годы в ЦКБ-17 Министерства авиационной промышленности разрабатывается радиовысотомер больших высот, который 3 февраля 1966 года впервые в истории космонавтики обеспечил мягкую посадку на поверхность Луны космического аппарата «Луна-9».

## Некоторые типы отечественных радиовысотомеров

### Бортовые радиовысотомеры
| Модель радиовысотомера | Тип модуляции | Рабочая частота, МГц | Максимальная высота измерения, м |
| ---------------------- | ------------- | -------------------- | -------------------------------- |
| РВ-2                   | ЧМ            | 444                  | 1200                             |
| РВ-У                   | ЧМ            | 444                  | н/д                              |
| РВ-УМ                  | ЧМ            | 444                  | 600                              |
| РВ-3                   | ЧМ            | 2000                 | 300                              |
| РВ-3М                  | ЧМ            | 2000                 | 600                              |
| РВ-4                   | ЧМ            | 4300                 | 1500                             |
| РВ-5                   | ЧМ            | 4300                 | 750                              |
| РВ-10                  | ИМ            | н/д                  | 12000                            |
| РВ-15                  | ЧМ            | н/д                  | н/д                              |
| РВ-17                  | ИМ            | 440                  | 17000                            |
| РВ-18 (А-031)          | ИМ            | 845±3                | 12000, 25000, 30000              |
| РВ-21 (А-035)          | ИМ            | 4300                 | 11000                            |
| РВ-25                  | ИМ            | н/д                  | н/д                              |
| РВ-85-07               | ЧМ            | 4200...4400          | 1500                             |
| А-034                  | ЧМ            | 4300                 | н/д                              |
| А-035                  | н/д           | н/д                  | н/д                              |
| А-036                  | н/д           | н/д                  | н/д                              |
| А-037                  | ЧМ            | 4200…4400            | 750                              |
| А-040                  | ЧМ            | 4300                 | 1000                             |
| А-041 (РВ-85)          | н/д           | н/д                  | н/д                              |
| А-052                  | ЧМ            | 4300                 | 1500                             |
| А-053                  | ЧМ            | 4300                 | 1500                             |
| А-063                  | ИМ            | н/д                  | н/д                              |
| А-069А                 | н/д           | н/д                  | н/д                              |
| А-075                  | ИМ            | 4300                 | 25000                            |
| А-076                  | ИМ            | 4300                 | 20000                            |
| А-077                  | ИМ            | н/д                  | н/д                              |
| А-078                  | ИМ            | 4300                 | 10000                            |

### Подвижные радиовысотомеры
- ПРВ-9
- ПРВ-10
- ПРВ-11
- ПРВ-13
- ПРВ-16
- ПРВ-17

### Книги
- Лобанов М. М. Развитие советской радиолокационной техники. — М. : Воениздат, 1982.
- Пестряков В. В., Кузенков В. Д. Радиотехнические системы : Учебник для вузов. — М. : Радио и связь, 1985.
- Чердынцев В. А. Радиотехнические системы : Учебное пособие. — Минск : Высшая школа, 1988.
- Силяков В. А., Горбацкий В. В., Красюк В. Н. Обнаружение отражённых сигналов в системах поиска радиовысотомеров с линейной частотной модуляцией // Датчики и системы. — 2002. — № 2.
- Бакулев П. А. Радиолокационные системы : Учебник для вузов. — М. : Радиотехника, 2004.

### Нормативно-техническая документация
- ГОСТ 17589-72. Радиовысотомеры самолётные и вертолётные для высот до 1500 м. Основные параметры и технические требования.
- ГОСТ 28154-89. Радиовысотомеры малых высот с цифровыми внешними связями. Общие технические требования.
- ГОСТ Р 50860-96. Самолёты и вертолёты. Устройства антенно-фидерной связи, навигации, посадки и УВД. Общие технические требования, параметры, методы измерений.
- Авиационная радиосвязь. Международные стандарты и рекомендации (Международная организация гражданской авиации, 1972).
- ТО ГУ1.301.034. Радиовысотомеры РВ-3, РВ-3М. Техническое описание (1968).
- И ГУ1.301.034. Радиовысотомеры РВ-3, РВ-3М. Инструкция по эксплуатации (1968).